# Obras venezianas de defesa dos séculos XV a XVII: Stato da Terra – Stato da Mar ocidental
Obras venezianas de defesa dos séculos XV a XVII: Stato da Terra – Stato da Mar ocidental é a denominação oficial dada pela UNESCO a seis muralhas defensivas construídas pela República de Veneza em seus domínios (Stato da Terra) e seus territórios ao longo  da costa do Mar Adriático (Stato da Mar). 

## Propriedades
| Local                                     | Imagem | Localização                                                   |
| ----------------------------------------- | ------ | ------------------------------------------------------------- |
| Cidade fortificada de Bergamo             |        | Lombardia, Itália 45° 42′ 12″ N, 9° 39′ 49″ L                 |
| Cidade fortificada de Peschiera del Garda |        | Veneto, Itália 45° 26′ 20″ N, 10° 41′ 39″ L                   |
| Cidade fortificada de Palmanova           |        | Friuli-Venezia Giulia, Itália 45° 54′ 22″ N, 13° 18′ 35″ L    |
| Sistema defensivo de Zadar                |        | Condado de Zadar, Croácia 44° 06′ 42″ N, 15° 13′ 49″ L        |
| Fortaleza de São Nicolau                  |        | Condado de Šibenik-Knin, Croácia 43° 43′ 17″ N, 15° 51′ 17″ L |
| Cidade fortificada de Kotor               |        | Kotor, Montenegro 42° 25′ 25″ N, 18° 46′ 19″ L                |

## UNESCO
Foi inscrito como Patrimônio Mundial da UNESCO em 2017 por: "serem necessárias a expansão e autoridade da Serenissima A introdução da ´´olvora levou a mudanças significativas nas técnicas militares e na arquitetura o que resultou em projetos de fortificações deste tipo, que se espalharam por toda a Europa."